# Ceromacra fuliginea
Ceromacra fuliginea là một loài bướm đêm trong họ Noctuidae.